# Alberi finti nella prima guerra mondiale

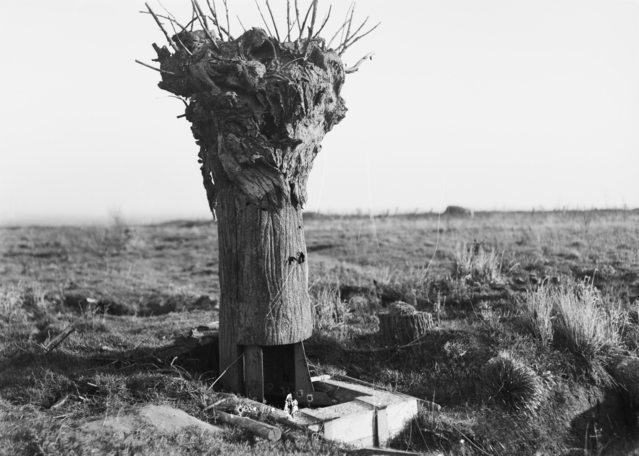
Un Baumbeobatcher in prima linea durante la battaglia di Messines

Gli alberi finti durante la prima guerra mondiale è stata una tecnica militare di camuffamento realizzata durante la grande guerra. Gli ingegneri militari inventarono gli alberi finti per poter spiare le linee nemiche e offrire ai cecchini una visuale di tiro migliore.

## Invenzione e primo utilizzo
Il primo albero finto fu inventato dal pittore francese Lucien-Victor Guirand de Scévola facente parte dei camoufleurs una sezione speciale mimetica dell'esercito francese. Egli creò una torre in metallo per l'osservazione e la nascose ricoprendola di corteccia di alberi e altri materiali naturali. L'albero finto fu schierato durante la seconda battaglia di Artois nei mesi di maggio e giugno del 1915, tuttavia la costruzione di questi alberi in prima linea era molto rischiosa e 15 camoufleurs morirono durante l'installazione.

## Utilizzo da parte degli  inglesi
Poiché si dimostrarono efficaci, gli alberi finti attirarono l'attenzione degli inglesi, i quali inviarono il pittore Solomon Joseph Solomon per apprendere la tecnica dai francesi. Solomon perfezionò la tecnica e per creare il suo albero finto prese ispirazione da un vero albero distrutto situato nella terra di nessuno e con l'aiuto dello scultore britannico Leon Underwood creò il suo albero finto  ovvero lo  "OP Tree", ossia un albero postazione costituito da cilindri d'acciaio grandi e spaziosi per contenere fino a tre soldati. All'interno di questo tubo alto dai 3 ai 4,5 metri vi era una scala che portava alla cima dove i soldati si potevano sedere comodamente e attraverso una fessura osservare le linee nemiche, inoltre l'albero offriva una ottima postazione per cecchini. Per una mimetica perfetta Solomon usò una vera corteccia di salice.

## Utilizzo da parte dei tedeschi
Il Baumbeobachter era l'albero finto tedesco per eccellenza, esso fu progettato in modo simile alla versione inglese. In media questi alberi venivano progettati molto alti, con altezze variabili tra i 5 e i 6 metri ma durante la battaglia Messines in Belgio i tedeschi si spinsero oltre creando un albero altro alto 7,5 metri, questo albero era così ben progettato che gli alleati lo trovarono solo molti mesi dopo la fine della battaglia.